# Liste der Kulturgüter in Brislach
Die Liste der Kulturgüter in Brislach enthält alle Objekte in der Gemeinde Brislach im Kanton Basel-Landschaft, die gemäss der Haager Konvention zum Schutz von Kulturgut bei bewaffneten Konflikten, dem Bundesgesetz vom 20. Juni 2014 über den Schutz der Kulturgüter bei bewaffneten Konflikten sowie der Verordnung vom 29. Oktober 2014 über den Schutz der Kulturgüter bei bewaffneten Konflikten unter Schutz stehen.
Objekte der Kategorien A und B sind vollständig in der Liste enthalten, Objekte der Kategorie C fehlen zurzeit (Stand: 1. Januar 2023).

## Kulturgüter
| Foto |                                                                                    | Objekt                                                | Kat. | Typ | Standort                           | Beschreibung |
| ---- | ---------------------------------------------------------------------------------- | ----------------------------------------------------- | ---- | --- | ---------------------------------- | ------------ |
| BW   | Datei hochladen · Wikidata zu Kohlerhöhle, paläolithische Wohnhöhle (Q19362766)    | Kohlerhöhle (paläolithische Wohnhöhle) KGS-Nr.: 01406 | A    | F   | 609781 / 253480                    |              |
| BW   | Datei hochladen · Wikidata zu Römische-katholische Fiechtenhof-Kapelle (Q29677581) | Römisch-katholische Fichtenhof-Kapelle KGS-Nr.: 01407 | B    | G   | Alter Fichtenhof 2 606615 / 251240 |              |